# Contea di Terrell (Texas)
La contea di Terrell in inglese Terrell County è una contea dello Stato del Texas, negli Stati Uniti. La popolazione al censimento del 2010 era di 984 abitanti, ed è di conseguenza l'ottava contea meno popolosa dell'intero stato del Texas. Il capoluogo di contea è Sanderson. Il nome della contea deriva da Alexander Watkins Terrell, un legislatore di stato del Texas.

## Geografia
| Anno | Popolazione | ±%     |
| ---- | ----------- | ------ |
| 1910 | 1,430       |        |
| 1920 | 1,595       | 11.5%  |
| 1930 | 2,660       | 66.8%  |
| 1940 | 2,952       | 11.0%  |
| 1950 | 3,189       | 8.0%   |
| 1960 | 2,600       | −18.5% |
| 1970 | 1,940       | −25.4% |
| 1980 | 1,595       | −17.8% |
| 1990 | 1,410       | −11.6% |
| 2000 | 1,081       | −23.3% |
| 2010 | 984         | −9.0%  |

Secondo l'Ufficio del censimento degli Stati Uniti d'America la contea ha un'area totale di 2358 miglia quadrate (6110 km²), composti per la quasi totalità dalla terraferma.

### Strade principali
- U.S. Highway 90
- U.S. Highway 285
- State Highway 349

### Contee adiacenti
- Contea di Pecos - nord/nord-ovest
- Contea di Crockett - nord-est
- Contea di Val Verde - sud-est
- Acuña (Coahuila, Messico) - sud
- Contea di Brewster - sud-ovest

### Aree nazionali protette
- Rio Grande Wild and Scenic River